# 下大河駅

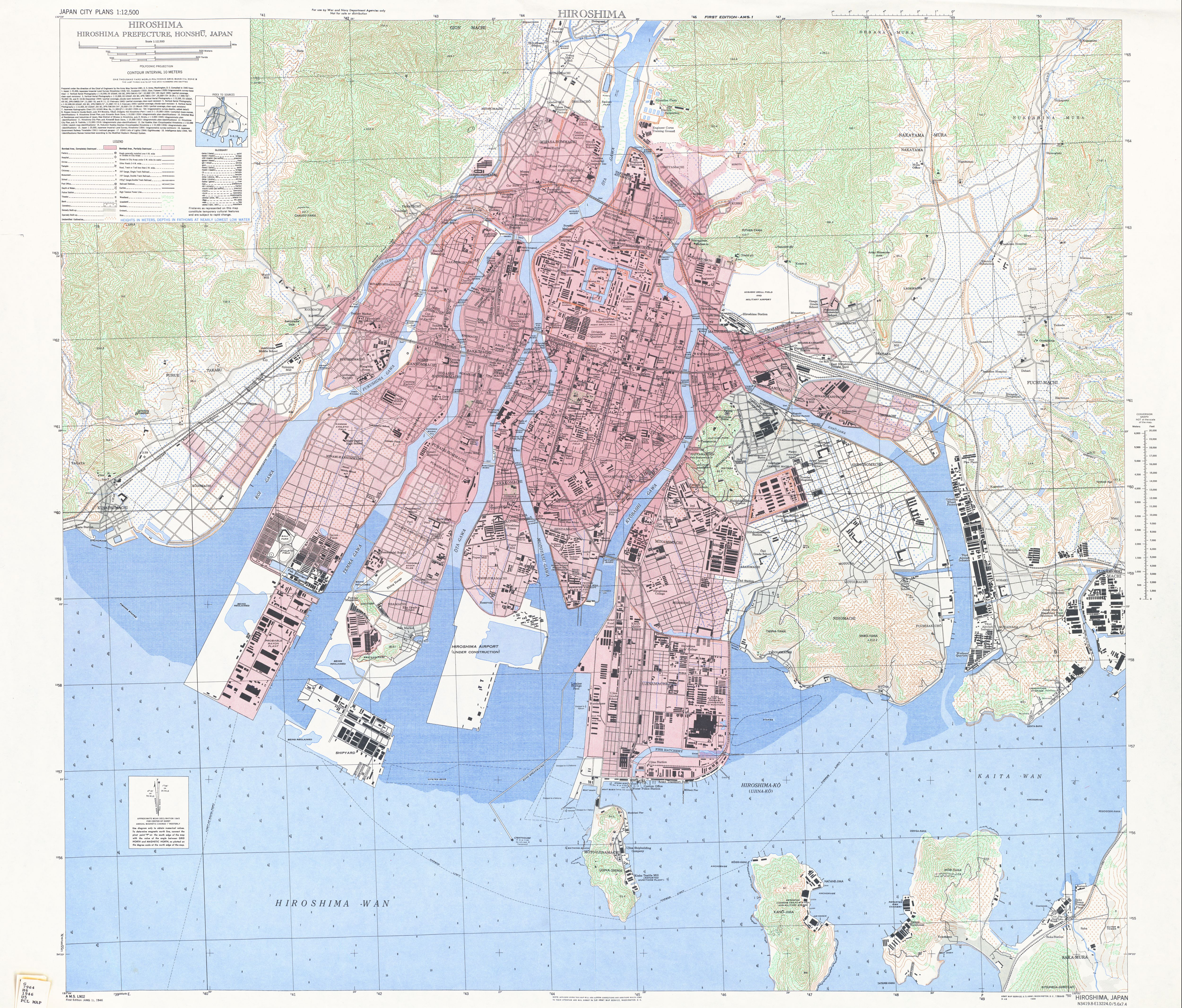
1945年アメリカ軍作成の広島市地図。"Ōkō Station（大河）"が確認できる。

下大河駅（しもおおこうえき）は、かつて広島県広島市旭町（現在の南区西旭町）に所在していた日本国有鉄道（国鉄）宇品線の旅客駅である。
この項目では下大河駅の前身ともいえる「大河地蔵前停留場」（おおこうじぞうまえていりゅうじょう）についても扱う。

## 概要
芸備鉄道により宇品線唯一の行き違い駅として設置された。その後芸備鉄道の国有化による国鉄移管を経て、戦後の1966年、宇品線の一般旅客営業廃止に伴いこの駅も廃止となった。2012年現在、駅施設・線路は完全に撤去されているが、跡地には小公園が作られモニュメントが設置されている。

## 歴史
下大河駅は1931年11月、芸備鉄道により大河停車場として開業され、この時点では前駅の上大河駅（初代駅。当時の名称は「被服支廠前停留場」）、次駅の丹那駅とはそれぞれ0.6 km、0.5 kmの距離があった。下大河駅の前身となったのは同年3月、同じく芸備鉄道によってこの駅より13 m南側の位置に開業した「大河地蔵前停留場」であるが、大河停留場の開業と同時に廃止された。この駅は開業当初から宇品線唯一の行き違い駅であり、これによってそれまで1日24往復であった運行が30往復に増発され宇品線利用者の増加がはかられた。その後1937年11月、芸備鉄道国有化に伴い前駅が上大河駅と改称されたのに併せ、「下大河駅」と改称され。戦時中はガソリンカー運転休止で宇品線の一部の駅が営業休止となった際にもこの駅は存続した。
戦後における駅の乗降客の多くは比治山女子高・広大附高・広陵高など近隣の学校に通学する学生・生徒であり、徒歩あるいはバスにより学校と駅の間を往来していた。しかし乗降人数が次第に減少に向かったため、1966年12月の上大河 - 宇品間の旅客運輸営業廃止に伴って次駅の丹那駅とともに廃止された。これにより宇品線では旅客線で行き違い駅が消滅することとなった。
これ以降1972年4月の旅客営業全面廃止に至る時期の宇品線では、上大河駅での旅客列車の折り返し運転にさいして、同駅が単式片面ホームであるため、機関車を前後に付け替えることができなくなった。このため旅客列車は客車の前後に機関車を接続する「双頭列車」で運転された。

### 年表
- 1931年（昭和6年）
  - 3月20日：芸備鉄道により大河地蔵前停留場の開業[1]。
  - 11月29日：芸備鉄道、大河地蔵前停留所の13 m北に大河停車場を開業[1]。同日、大河地蔵前停留場は廃止[1]。
- 1937年（昭和12年）7月1日：芸備鉄道国有化により下大河駅に改称[1]。
- 1966年（昭和41年）12月20日：上大河駅 - 宇品駅間の旅客運輸営業廃止に伴い廃止される[1]。
- 2001年（平成13年）12月：駅址に「ポッポ広場」が設置される。

## 駅の所在地・構造
広島市旭町（現在の南区西旭町1番）に所在し、2面2線の相対式構造となっていた線路・プラットホームの西側に1階建て駅舎が設置され、駅の南側に踏切（旭町踏切）があった。また列車の行き違いのため、ホームで駅員によるタブレット交換で閉塞が行われ、駅舎には駅員が宿直するための控所が設けられていた。

## 近隣の施設
廃止時点のもの。
- 広島県立広島工業高等学校 - 戦前の広島陸軍被服支廠の敷地を継承し現在に至っている。
- 広島市立大河小学校
- 広島大学附属小学校・中学校・高等学校 - 戦前の旧制広島高等学校校地、戦後初期の広島大学教養部校地（旧皆実キャンパス）を継承し現在に至っている。
- 旭商店街

## 駅址の現状
1966年の廃止後、駅舎・ホームなどの施設は早々に撤去された。宇品駅までの貨物列車の運行は1986年10月の「宇品四者協定線」廃止まで続いていたため線路は使用されていたが、運行は早朝の1往復に限られたため日中にこの近辺を列車が通過することはなく、近隣住民により通路や遊び場として使われていた。その後、四者協定線廃止により列車の運行がなくなったのちも線路は1990年代初頭まで撤去されないまま放置されていた。
現在、この駅の跡地近辺のみならず、国道2号線から黄金山通りまでの旧宇品線区間（すなわちかつての霞通り踏切より丹那踏切に至る区間）は、完全に線路が撤去され、廃線跡をやや拡幅してほぼそのままの形で車道として造成されているため、旭町踏切跡は交差点となっている。また駅舎跡地は2012年現在、西旭町集会所および地元住民によって整備された小公園「ポッポ広場」となっており、かつてこの地に駅が所在していたことを示す記念物が設置されている（旧宇品線の駅跡地に記念物が置かれているのはこの駅と丹那駅・下丹那駅・宇品駅の4駅である）。

## 隣の駅
廃止（1966年12月20日）時点のもの。
日本国有鉄道
宇品線
上大河駅 - 下大河駅 - 丹那駅